# Abrosoma modestum
Abrosoma modestum är en insektsart som beskrevs av Ludwig Redtenbacher 1906. Abrosoma modestum ingår i släktet Abrosoma och familjen Aschiphasmatidae. Inga underarter finns listade i Catalogue of Life.